# Коротков, Константин Юрьевич
Константин Юрьевич Коротков (18 июня 1961, Усть-Каменогорск, Казахская ССР) — советский конькобежец, мастер спорта СССР международного класса.
Выступал в соревнованиях по конькобежному спорту за «Труд» из Усть-Каменогорска.
Дебютировал на чемпионате мира в классическом многоборье 1983 года, заняв 10 место. На чемпионате Европы 1984 года в общем зачёте также стал 10-м, завоевав бронзу на дистанции 10 000 метров. 
В 1984 году вошёл в состав сборной СССР на зимних Олимпийских играх в Сараево. На дистанции 10 000 метров занял 14-е место, показав результат 15 минут 11,10 секунды и уступив 31,20 секунды завоевавшему золотую медаль Игорю Малкову из СССР.
На чемпионате мира в классическом многоборье 1985 года в Хамаре занял 21 место, не отобравшись на дистанцию 10 000 м.
Окончил ЛИТЛП имени С. М. Кирова (1991), магистратуру ЛГОУ им. А. С. Пушкина.
С 2006 года — директор и тренер-преподаватель по лёгкой атлетике ДЮСШ № 1 г. Тосно.